# Вавровий Юхим Андрійович
Вавровий Юхим Андрійович (справжнє прізвище — Виливчук; 31 березня (12 квітня) 1890, с. Попівці, нині Кременецького району Тернопільської області — 3 грудня 1970, с. Новий Кокорів, того ж району) — український поет, фольклорист.

## Біографія
Вчився у сільській церковно-парафіяльній школі. 1904 року стає учнем Почаївської друкарні.
Від 1907 жив у Києві. Спочатку працює складачем у друкарнях Яковлєва та Чолокова.
Від 1911 друкувався в газетах і журналах «Огни», «Маяк», «Громада», «Слово», «Згода», «Печатное слово».
1913—1914 — секретар і фактично редактор журналу «Печатное слово». 1930—1940-ві Юхима Ваврового тричі ув'язнювала радянська влада.
Від 1950 — на засланні у Красноярському краї. Звільнений влітку 1953; 1956 реабілітований 1960-і підготував до друку збірку поезій «Вогні горять», однак вона не була видана.
Кілька його віршів надруковані в газеті «Літературна Україна», збірці «Поезія» та ін.

## Пам'ять
У незалежній Україні твори Ваврового опубліковані в обласних і республіканських періодичних виданнях, вийшла його книжка «Наче скошений цвіт…» (Кременець, 1994).
1995 в селі Попівці та с. Новий Кокорів на будинку, де жив поет, встановлені пам'ятні таблиці.
Рукописна спадщина Ваврового зберігається у фондах Кременецького краєзнавчого музею.

## Публікації творів
- Виливчук-Вавровий Ю. Наче скошений цвіт…: Вибрані твори /Упоряд. Г.Чернихівський. — Кременець, 1994. — 38с.
- Вавровий Ю. Автопортрет; У тайзі; Я знову в рідному селі:[Вірші] //Тернопіль: Тернопільщина літературна. Дод. № 4. — Тернопіль, 1992. — Вип.2. — Ч.1. — С.15-16.
- Вавровий Ю. «Благословлю, прославлю, восхвалю…»; «Душа, як мандрівник в пустині…»:[Вірші] //Курінь: Літ.-мист. альманах. — Збараж, 1993. — Вип.3. — С.14.
- Вавровий Ю. Своїх пророків розп"яли…: [Вірші] //Україна — 1991. — № 26. — С.22-23.
- Виливчук-Вавровий Ю. Село моє — Попівці: [Вірші] //Діалог. — 1995. — 9 верес.
- Виливчук (Вавровий) Ю. Скошений цвіт: [Вірші з неволі] //З облоги ночі: Зб. невільничої поезії України 30-80 р.р. — К., 1993. — С.56-65.
- Поезії Юхима Ваврового /Публ. Г.Чернихівського //Друг читача. — 1990. — 19 лип.